# Pico Rocky
El Pico Rocky (Rocoso), situado en el Parque Rocky Peak, es el cuarto punto más alto en la sierra de Santa Susana, y ofrece vistas del valle de San Fernando y Chatsworth, las Colinas de Simi, y el valle de Simi en el sur de California. El pico, que es 2715 pies (828 m) de altura, se encuentra en la división de los condados de Los Ángeles y Ventura.

## Geografía
Pico Rocky también marca el punto donde la línea divisora de los condados cambian de dirección al norte verdadero por una dirección más al noroeste. Un gran pico de ferrocarril en las rocas marca este punto exacto de la línea divisora. Pico Rocky recibe su nombre de los grandes bloques que salpican su superficie. Puede ser visto desde varios lugares a lo largo de las rutas estatales de California 27 y 118.
La cumbre vecina más cercana es Oat Mountain, la montaña más alta de la sierra de Santa Susana que se encuentra al este del Pico Rocky.

## Historia
El área fue parte de las tierras y caminos comerciales de los pueblos indígenas Tataviam, Tongva y Chumash durante ocho mil años. La Cueva Pintada de Burro Flats está justo al oeste en las colinas de Simi en la propiedad del Laboratorio de Campo de Santa Susana.
El histórico paso de Santa Susana está al pie de la montaña, con el antiguo camino de diligencias de Santa Susana ubicado en el cercano parque histórico estatal del paso de Santa Susana. El Pico Rocky ha sido destacado en muchas películas clásicas de Hollywood, estando junto a tres grandes ranchos de películas; los ranchos Iverson, Spahn y Corriganville; y por su paisaje que evoca imágenes del Viejo Oeste.

## Parque Rocky Peak
Rocky Peak Park se encuentra a unas 0,7 millas (1,1 km) noroeste del pico e incluye el Rancho Runkle, anteriormente propiedad del animador Bob Hope. El parque alcanza las cinco millas (8 km) hacia el norte desde la Autopista Simi hasta el cañón de Las Llajas. Una reserva de espacio abierto regional de 4800 acres (19,4 km²) incluye los 4400 acres (17,8 km²) del Parque Rocky Peak y forma el vínculo de hábitat de vida silvestre más crítico entre las colinas de Simi y la sierra de Santa Susana . La elevación más alta en el parque está a 2' más alta que Rocky Peak, en 2717'.
Hay millas de senderos, incluido el Rim of the Valley Trail Corridor, en Rocky Peak Park con vistas panorámicas que son populares para el senderismo, ciclismo de montaña y paseos ecuestres. Se conectan con otras reservas al noreste en la sierra de Santa Susana. El Parque Sage Ranch está al oeste con senderos y campamentos. El parque histórico estatal del Paso de Santa Susana y el sistema de senderos se encuentran justo al sur al otro lado de la autopista.